# Прољећа Ивана Галеба
Прољећа Ивана Галеба: игре прољећа и смрти је роман српског писца Владана Деснице први пут објављен у Сарајеву 1957. Ово најобимније Десничино дело настајало је око двадесет и пет година. Током писања одломци су објављивани по часописима и листовима, а шест поглавља будућег романа су штампани у збирци приповедака Ту, одмах поред нас (1956) и то: Зашто је плакао Слинко, Посјета у болници, Балкон, Мали из планине, Ту, одмах поред нас и Делта. Роман је компонован од више-мање самосталних епизода и нема традиционални органски целовит романескни заплет. Написан је у облику солилоквија Ивана Галеба, бившег музичара, који се опоравља након операције у болничкој соби, где преиспитује сопствени живот и медитира над различитим животним темама. На тај начин, читалац прати Галебову мисао на три плана. Први план је свакодневица у болници, други план су сећања главног јунака на одрастање и музичку каријеру сензибилног младића у виду форме блиској роману о уметнику, док је трећи план низ рефлексија о различитим темама у есејистичкој форми. Роман је награђен Змајевом наградом 1958. Временом је постао класик српске и хрватске књижевности, и део обавезне лектире средњошколског система образовања у обе земље.